# Basil Brown
Basil John Wait Brown (22. januar 1888 – 12. marts 1977) var en engelsk selvlært arkæolog og astronom, der i 1939 opdagede og udgravede den angelsaksiske skibsbegravelse Sutton Hoo i 1939, der er blevet betegnet som "en af de vigtigste arkæologiske opdagelser nogensinde".
Selvom han bliver beskrevet som en amatørarkæolog, så varede Browns karriere med at være betalt af museer til udgravninger i over 30 år.
Han bliver spillet af Ralph Fiennes i filmen The Dig fra 2021.